# La Petite Rivière (rivière Nelson)
Pour les articles homonymes, voir La Petite Rivière.
La Petite Rivière est un ruisseau affluent de la rivière Nelson, coulant dans la région administrative de la Capitale-Nationale, dans la province de Québec, au Canada. Le cours de la rivière traverse le territoire de :
- la ville de Québec sur une centaine de mètres ;
- la municipalité de Lac-Saint-Charles sur une centaine de mètres ;
- la ville de Saint-Gabriel-de-Valcartier dans la municipalité régionale de comté (MRC) de La Jacques-Cartier.

Elle fait partie du bassin versant de la rivière Saint-Charles.
La vallée de la Petite Rivière est surtout desservie par le boulevard Valcartier et la rue Morley.
La surface de la Petite Rivière (sauf les zones de rapides) est généralement gelée de début décembre à fin mars ; toutefois la circulation sécuritaire sur la glace se fait généralement de fin décembre à début mars. Le niveau de l'eau de la rivière varie selon les saisons et les précipitations ; la crue printanière survient en mars ou avril.

## Géographie
L’occupation du sol dans le sous-bassin de La Petite Rivière est en majorité forestière du côté nord-est et agricole du côté sud-ouest. Situé du côté nord du boulevard Valcartier, le lac Rifey constitue le lac de tête de cette petite rivière. Il est situé entre le mont Brillant (côté sud) et le Mont Snow (côté Nord). Une zone de carrière chauvauchant le boulevard Valcartier est situé du côté ouest de ce lac de tête.
À partir du Lac Rifey, le cours de la Petite Rivière descend sur 1,9 km, avec une dénivellation de 6 m, selon les segments suivants :
- 1,8 km vers le nord-ouest en suivant le pied de la falaise du mont Snow (altitude du sommet : 344 m), jusqu'à la décharge (venant du Nord-est) de trois petits lacs non-identifiés ;
- 0,1 km vers le sud-ouest, jusqu'à son embouchure[2].

La confluence de La Petite Rivière et de la rivière Nelson est située dans Saint-Gabriel-de-Valcartier à 7,9 km  au nord-ouest de l'embouchure de la rivière Nelson ; à 20,6 km à l'ouest de l'embouchure de la rivière Saint-Charles ; à 5,3 km à l'est du centre du village de Lac-Saint-Charles et à 2,7 km à l'est du centre du village de Saint-Gabriel-de-Valcartier.
À partir de l'embouchure de La Petite Rivière, le courant descend sur 20,1 km en suivant le cours de la rivière Nelson ; puis sur 25,6 km généralement vers le sud-est, puis vers le nord-est, en suivant le cours de la rivière Saint-Charles.

## Toponymie
Le toponyme La Petite Rivière a été officialisé le 7 janvier 1985 à la Commission de toponymie du Québec.

## Sources
Parmi les sources employées pour cet article, on compte :
- Vescovi, L. (1998) Réflexion moderne sur la gestion de l'eau en milieu urbain: modélisation hydro-bio-chimique du bassin de la rivière Saint-Charles. Québec : INRS-Eau (Thèse de doctorat) ; extrait consulté via Rivière vivante, 15 juin 2006.
- Brodeur, C., F. Lewis, E. Huet-Alegre, Y. Ksouri, M.-C. Leclerc et D. Viens. 2007. Portrait du bassin de la rivière Saint-Charles. Conseil de bassin de la rivière Saint-Charles. 216 p + 9 annexes 217-340 pp